# Liste der Kulturdenkmale in Aue (Sachsen)
Die Liste der Kulturdenkmale in Aue enthält die 221 für den Denkmalschutz ausgewählten Bauwerke (Baudenkmale) und Anlagen (Gartendenkmale). Die Übersicht basiert auf der Kulturdenkmalliste des Freistaats Sachsen aus dem Jahr 2014.
Die Kulturdenkmale des früher zu Aue gehörenden Stadtteils Alberoda sind in einer eigenen Liste enthalten.

## Übersicht
– alphabetisch vorgeordnet nach den Ortsgebieten oder Stadtteilen (umgangssprachlich auch Ortsteile), gefolgt von der Adresse –
Die Adressen entsprechen den aktuellen Straßennamen nach 1990, vor 1945 trugen einige Straßen andere Namen, beispielsweise war der heutige Altmarkt nur der Markt, die Alfred-Brodauf-Straße hieß zuvor Pabststraße, die Reichsstraße, in der NS-Zeit Mutschmannstraße, wurde zur Rudolf-Breitscheid-Straße. – Die Straßennamensänderungen sind ggf. bei den zeitgenössischen Beschreibungen berücksichtigt worden.
Neben den Klartextangaben in der Liste wurden folgende Abkürzungen verwendet:
- für den Ortsteil:
 Ah=Auerhammer; ; Ei=Eichert; Nd=Neudörfel; Np=Niederpfannenstiel; Sz=Stadtzentrum, Ze=Zelle,
- für die amtliche Begründung der Aufnahme in die Denkmalliste:
 ah = architekturhistorisch interessant; bh = bauhistorisch bedeutsam; bk = baukünstlerisch wertvoll; eg = stadt- oder ortsentwicklungsgeschichtlich wertvoll; eh = eisenbahngeschichtlich interessant; lp = landschäftsprägend; ob = ortshistorisch bedeutsam, op = ortsbildprägend, sb  sh = stadthistorisch bedeutsam, Sw = Seltenheitswert, th = technikgeschichtlich bedeutend; vh = verkehrstechnisch bedeutend; wh = wirtschaftsgeschichtlich bedeutend

Die in Anführungszeichen gesetzten Aussagen sind unmittelbar der Denkmalliste entnommen.
| ID       | Ortsteil | Adresse / Lage                                                                             | Offizielle Bezeichnung | amtl. Begründung                                                                           | Bild und Beschreibung |
| -------- | -------- | ------------------------------------------------------------------------------------------ | --- | ------------------------------------------------------------------------------------------ | --- |
| 08957426 | Ah       | An den Gütern 24 Lage                                                                      | Wohnstallhaus, Seitengebäude und Scheune eines Dreiseithofs mit Pflasterung, zwei Hofbäumen, Gebäuderest an Westseite und Hofmauer | oh; bh                                                                                     | „authentisch erhaltener, weithin sichtbarer und regionaltypischer Bauernhof an historischer Stelle“, der Hauptteil wurde um 1860 bis 1870 errichtet, der Kernbau stammt aus früheren Jahrhunderten. |
| 08957511 | Ah       | Bockauer Talstraße 15 Lage                                                                 | Villa Reich (ohne Anbau), Skulpturensammlung und Nebengebäude mit Einfriedung, Pflasterung, Garten mit altem Baumbestand sowie Gartenhäuschen | oh; bh; lp; unternehmensgeschichtlich bedeutend                                            | Das Wohnhaus im Schweizerstil wurde 1899 erbaut, eine Remise im Jahr 1900 und etwa zur gleichen Zeit das Gartenhaus. Die erste Statue datiert von 1920. – Das Haus hat der Auer Steinbruchbesitzer Reich erbauen lassen. |
| 08957512 | Ah       | Bockauer Talstraße 22/24 Lage                                                              | AG Sächsische Werke; eh. Holzschleiferei Auerhammer mit: Produktionsgebäude, Kontorgebäude, Nebengebäude, Rohrleitung, Fußgänger- und Rohrleitungsbrücke über die Zwickauer Mulde, Rechenhaus mit Überfall sowie zuleitender Betriebsgraben | th; bh                                                                                     | Die Fabrikhalle entstand 1890–1892, das Kontorhaus um 1920. |
| 08957425 | Ah       | Brückenstraße 12 Lage                                                                      | Schweizerhaus; ein Gasthaus aus dem Jahr 1884 (ohne östlichen Anbau) bestehend aus Saal, zwei Anbauten und einer Kegelbahn | oh; kg; bh                                                                                 | Das Gebäude ist eine typische gründerzeitliche Vergnügungsstätte in historischem Fachwerk. Ein Einzelhandelsgeschäft und eine Service-Einrichtung gehören zu den Nutzern (2015). |
| 08957430 | Ah       | Brückenstraße 14 Lage                                                                      | Wohnhaus (ohne Anbau) in halboffener Bebauung; 3. Viertel des 19. Jh. | bh; sh                                                                                     | „schlichter, solider und zeittypischer ländlicher Bau der einsetzenden Gründerzeit in weitgehend originalem Erhaltungszustand“ |
| 08957427 | Ah       | Galerieweg03                                                                               | Mehrfamilienwohnhaus mit Freifläche und Baumgruppe; Reihenhaus mit großer Holzgalerie und Freitreppe | bh; auch sozialgeschichtlich relevant                                                      | Das Reihenhaus entstand etwa in der Mitte des 19. Jh., das Mehrfamilienhaus im dritten Viertel des 19. Jh. |
| 08957428 | Ah       | Muldenstraße01 Lage                                                                        | Wohnhaus in offener Bebauung; als Überrest der Mechanischen Weberei Auerhammer | oh; bh (seltenes Tonnendach)                                                               | Das ehemalige Wohnhaus des Webereibesitzers Lilienfeld stammt aus dem Jahr 1835, 1837 erhielt es seinen Fassadenschmuck. |
| 08957534 | Ah       | Ricarda-Huch-StraßeFußläufige Verlängerung der Hohen Straße (unterhalb der Wolframitgrube) | Kaufmannshöhle; Bergbaumonumente Aue | th                                                                                         | als Suchstolln zwischen 1556 und 1556 angelegt „bedeutendes Zeugnis des Altbergbaus“ |
| 08957503 | Ah       | Ricarda-Huch-Straße 15 Lage                                                                | Villa Lange; Fabrikantenvilla mit Scheune aus dem Jahr 1871 | bk; bh; oh                                                                                 | „repräsentatives, vielgliedriges Gebäude im Schweizerstil als Zeugnis großbürgerlicher Wohnkultur“ |
| 08957423 | Ah       | Wettinerstraße 108 / Hammerplatz Lage                                                      | Herrenhaus Auerhammer | oh; bh; th                                                                                 | Das Fachwerkhaus diente als Verwaltungsgebäude des Auerhammers. Nach dendrologischen Untersuchungen wurde das Baujahr um 1663 ermittelt. Das Fachwerkhaus konnte Ende des 20. Jh. restauriert werden. |
| 08957505 | Ah       | Zschorlauer Straße03 Lage                                                                  | Alte Schule Auerhammer; Baujahr 1876, mit Anbau | oh                                                                                         | einfaches Zeugnis des früheren Schulwesens Wird im 21. Jahrhundert als Schule für Sozialwesen genutzt. |
| 09304895 | Ah       | Zschorlauer Straße03: davor                                                                | Kriegerdenkmal zum Ersten Weltkrieg; um 1920 errichtet | oh                                                                                         | Das eher unscheinbare Kriegerdenkmal aus Sandstein auf der Wiese vor dem Schulgebäude ehrt die Toten des Ersten Weltkriegs aus der damaligen Gemeinde Auerhammer. Es ist in die Jahre 1914, 1915, 1916 und 1917 untergliedert und enthält die Namen von 42 Personen. Unter jedem Jahr stehen die Namen sowie Geburts- und Sterbedaten der Menschen. Allerdings sind die Inschriften kaum noch lesbar. Am Sockel befand sich bis 1946 dieser Spruch: „Sie gaben ihr alles, ihr Leben, ihr Blut// Sie gaben es hin mit freudigem Mut // Für uns! Die dankbare Einwohnerschaft von Auerhammer.“ Kurz nach dem Ende des Zweiten Weltkriegs ließ die sowjetische Besatzungsmacht die Inschrift abschleifen. |
| 09305277 | Ah       | Zschorlauer Straße 58 Lage                                                                 | Notkirche; Baujahr 1952 | bh; bedeutendes sozialgeschichtliches Zeugnis der Nachkriegszeit                           | Architekt Otto Bartning |
| 08957464 | Ei       | Bergfreiheit01 Lage                                                                        | Rachals’scher Bergkeller; Grube; Jäger; Bergbaumonumente Aue; Stolln und Bergkeller eines ehem. Huthauses | oh; bergbauhistorisch bedeutend                                                            | Die Baudenkmale stammen aus den 1660er-Jahren. Nach umfassendem Ausbau des Rachals’schen Bergkellers mit dem Huthaus wird der Komplex seit Ende des 20. Jh. als Stadtmuseum genutzt. Ein Teil des Stollns ist in die Ausstellung integriert. Zur gleichen Denkmalnummer gehören der im Museum vorhandene Schlussstein der Weiße Erden Zeche St. Andreas und der Maßenstein der Gottes Segen-Grube. |
| 08957548 | Ei       | Bockauer Straße, gegenüber der Einmündung der Schreberstraße Lage                          | Müller-Denkmal | oh; zeitgeschichtlich bedeutend                                                            | Der im Jahr 1936 aufgestellte Gedenkstein mit Reliefplatte für Karl August Müller ist zusammen mit einer kleinen gestalteten Grünanlage ein Erinnerungsort für die gründerzeitliche Kleingartenbewegung (Schrebergärten). |
| 08957471 | Ei       | Brünnelweg                                                                                 | Irrgänger Stolln; Irrgänger Fundgrube; Bergbaumonumente Aue | oh; bergbaugeschichtlich relevant                                                          | Der im Jahr 1664 aufgefahrene Stolln der Irrgänger Fundgrube war die ehemals reichste Auer Zinngrube. |
| 08957519 | Ei       | Buchenweg 30 Lage                                                                          | eh. Reichsmusikschule | bh; oh                                                                                     | Der Gebäudekomplex beherbergt die Heidelsbergschule (Grundschule Heidelsberg). Die dreiflügelige Anlage auf dem Heidelsberg ist weitgehend authentisch erhalten. Sie begrenzt den Stadtpark und wird dem traditionellen Heimatstil der nationalsozialistischen Ära zugeordnet. Im Jahr 1964 zog in den Baukomplex die POS Arthur Becker ein, nach der Wende diente das Gebäude als Grundschule und wurde nach ihrer Lage Heidelsbergschule genannt. Im Jahr 2017 ist die Schule in die eh. Pestalozzi-Straße an der Schwarzenberger Straße umgezogen, die seit 2012 leer stand und von der Stadt für rund 2,2 Millionen Euro saniert wurde. Für den stark sanierungsbedürftigen Gebäudekomplex auf dem Heidelsberg gibt es noch keine neuen Nutzungsideen. Im September 2019 wurde der Dachstuhl des Gebäudes vermutlich durch Brandstiftung teilweise zerstört. Im Oktober 2020 wurden die Fördermittel für den Abriss des Gebäudes freigegeben, da eine Sanierung zu teuer ist. |
| 09300146 | Ei       | Parkstraße 50 Lage                                                                         | Einzeldenkmale Stadtpark und Parkwarte (Sachgesamtheit): Ausflugsgaststätte mit Terrasse und Lorenz-Pavillon | bh; oh; sh                                                                                 | „Gaststätte in exponierter Lage; Staffagebau“ |
| 08957470 | Ei       | Parkweg                                                                                    | Forstgrenzsteine am Heidelsberg im Umfeld eines Stollenmundlochs (1840) | oh; rh                                                                                     | „Zeugnisse einer historischen Waldberainung“ |
| 08957469 | Ei       | Parkweg                                                                                    | Oberer Vestenburger Stolln; Segen Gottes Fundgrube; Bergbaumonumente Aue: Stollen ohne rekonstruiertes Mundloch und ohne neue Kaue aus dem Jahr 1680 | th; oh                                                                                     | |
| 08957506 | Nd       | Zschorlauer Straße                                                                         | Tauschermühle: Wohn- und Mühlengebäude, Scheune und Hofbaum eines Mühlen-Dreiseithofs am Zschorlaubach gelegen; Komplex von 1820 | bh; oh                                                                                     | „in Aue relativ seltenes, mit vielen originalen Details erhaltenes, vorindustriell-ländliches Ensemble“; 2014/2015 wurde das an der Straße stehende Gasthaus abgerissen Die Reste des Mühlengebäudes sind an einem Natursteinfundament erkennbar, Scheune und weitere Gebäude sind zwar noch erhalten (Stand Oktober 2019), jedoch zum Teil bereits eingestürzt und mit einem festen Drahtzaun rundherum gesichert. |
| 08957507 | Nd       | Zschorlauer Straße                                                                         | Schlösschen zur Tauschermühle; um 1905 eingeweiht | bh; oh                                                                                     | „Gaststätte mit Saal; stattlicher Bau; weitgehend authentisch erhalten“ Obwohl das Restaurant im August 2014 noch in der Denkmalliste stand, wurde es 2014/2015 komplett abgerissen. Es wurde wegen fehlenden Betreibers schrittweise demoliert. |
| 08957508 | Nd       | Unterer Weg Lage                                                                           | Bergsegen III; Bergbaumonumente Aue Stollnmundloch der Wolframitgrube Bergsegen III (1937–1939); 1939–1941: Bau der Förder- und Aufbereitung (Bergbauanlagenteil); gemäß Markierung am Mundloch 1938 | oh; hohe bergbautechnische Relevanz                                                        | „letzter Überrest der Hauptschachtanlage, bedeutsames Zeugnis für den im Zuge der Autarkiebestrebungen NS-Deutschlands forcierten Zschorlauer Wolframitbergbau“ |
| 08957256 | Np       | Hakenkrümme, Streckenkilometer 8,161 und 8,33 Lage                                         | Eisenbahnbrücken über das Schwarzwasser, mitsamt Widerlagern und angrenzenden Befestigungs- bzw. Uferstützmauern; 1884 eingeweiht | eh; bh                                                                                     | „zwei Eisenbahnbrücken auf gekrümmtem Grundriss“ |
| 08957660 | Np       | An der Hakenkrümme                                                                         | Alter Friedhof des Blaufarbenwerks: Friedhofskapelle (Leichenhalle) und Einfriedungsmauer | oh; bh                                                                                     | Mit der Fertigstellung der Kapelle (damals außerhalb der Friedhofsfläche) im Jahr 1890 offiziell eröffnet. Bereits in früheren Zeiten fanden hier Begräbnisse statt. Der Friedhof hat eine Fläche von 640 m², zwei Drittel der Grundfläche wurden für Beerdigungen genutzt. Die Anzahl der Begräbnisse war nie sehr groß, 1934 wurden drei Personen, 1935 zwei Personen beigesetzt. Die letzte Beerdigung fand 1954 hier statt. Auf Wunsch der Einwohner wurde der Friedhof 1923 nach Zelle umgemeindet. Die Übertragung der Trägerschaft an die Kirchgemeinde Aue–Zelle geschah als Schenkung des Blaufarbenwerks an die Kirchgemeinde, die ihn hier bis 1972 betreute. Danach wurde er aufgelassen, weil das Werk auf der Fläche ein Farbenlager errichtete. Alle Gräber wurden eingeebnet, noch laufende Verträge erfüllte die Gemeinde durch Umbettung auf den Städtischen Friedhof an der Schwarzenberger Straße. Im Jahr 1990 ließ die neue Leitung der Nickelhütte das Farbenlager räumen und verpachtete das Gelände kurzfristig an einen Gewerbetreibenden. Seit dem Ende des 20. Jh. dient die Fläche den nahe gelegenen Steinbruchwerken als Parkplatz. „bescheidene, doch werksgeschichtlich bedeutende Anlage; einfaches Zeugnis der Sepulkralkultur auch von kulturhistorischem Wert, die zeittypische Kapelle zudem mit gewissem baugeschichtlichem Wert von Werksangehörigen und Anverwandten des ehemaligen Blaufarbenwerks angelegt“ |
| 08957257 | Np       | An der Hakenkrümme01 Lage                                                                  | Wasserkraftwerk Hakenkrümme; Turbinenhalle mit technischer Ausstattung, darunter zwei Turbinensätze mit Generatoren sowie Schaltwarte, weiterhin verrohrte Wasserzuleitung, Wasserschloss mit Überlauf, Wasserstollen und Düker; zugehöriges Wehr mit Einlaufbauwerk und anschließendem Wasserstollen mit Wasserschloss in der Gemeinde Lauter-Bernsbach | th; bh; lp                                                                                 | Die Anlage entstand 1924/1925. „bedeutendes Zeugnis für die Elektrizitätsversorgung Aues, Ensemble in gutem Originalzustand, als erster staatlicher Wasserkraftwerksbau“ |
| 08957252 | Np       | Niederpfannenstiel01 Lage                                                                  | eh. Blaufarbenwerk Niederpfannenstiel mit zahlreichen Einzelelementen | th; oh; bh; op                                                                             | Hauptgebäude (eh. Laborgebäude m. Direktorenwohnung; um 1830) m. anschl. Produktionsgebäude (Edel- u. Buntmetallhütte; drittes Drittel 19. Jh.); Saalbau (eh. Schmelzerei; um 1830), eh. Pförtnerhaus u. Gartenpavillon, Kantinengebäude (eh. Hüttenschänke; 1860er-Jahre); davor Smaltemagazin, Laborgebäude, Handwerkergebäude u. Maschinenhaus m. Turbine, Wehr u. Werksgraben m. Schützanlagen, kleines u. großes Verwaltungsgebäude sowie neuer Verwaltungsbau |
| 08957429 | Np       | Wasserstraße 15 Lage                                                                       | eh. Villa und Kontor Hermann Günther Fabrikantenvilla mit seitlicher Kontorerweiterung; 1906. Im Jahr 1930 wohnten die Witwe sowie die Söhne des Fabrikbesitzers darin: Günther, Auguste Emilie; Günther, Bernhard und Günther, Willy. | bh; bk                                                                                     | „reich gegliedertes Bauwerk im Jugendstil als Zeugnis bürgerlicher Wohnkultur um 1900, in gutem Originalzustand“ |
| 08957437 | Np       | Wasserstraße 18                                                                            | Fabrikgebäude und Schornstein, um 1905 | oh; bh                                                                                     | „Zeugnis der industriellen Entwicklung der Stadt Aue“ |
| 08957550 | Op       | am Eingang zum Stadtteil Oberpfannenstiel (Op): Bärengrund, Kreuzung Kuttengrund           | Forstgrenzstein aus dem Jahr 1718 | oh; rh                                                                                     | „wichtiges und relativ altes Zeugnis historischer Waldnutzung und früherer regionaler Besitzverhältnisse“ |
| 08957358 | Sz       | Alfred-Brodauf-Straße02 Lage                                                               | Wohn- und Geschäftshaus aus dem Jahr 1911 | bk; bh; sh                                                                                 | Das Haus wurde wohl für einen Bäcker errichtet (Initialen H. S.), weil es am Eingangsbereich einen Putto bekam, der eine Brezel und ein Ährenbündel unter den Armen hält. Im Putz rechts über dem Eingang findet sich der Hinweis: Architekt Otto Juhrich Leipzig. „geschlossene Bebauung; gestalterisch und handwerklich gediegen-qualitätsvolles und authentisch erhaltenes Beispiel großstädtischer Architektur“ |
| 08957460 | Sz       | Alfred-Brodauf-Straße 22 Lage                                                              | Wohn- und Geschäftshaus in geschlossener Bebauung | oh; bh; bk                                                                                 | Der Gebäudekomplex im Gründerzeitstil entstand zwischen 1900 und 1905 und ist außergewöhnlich dekoriert. Besonders auffällig ist sein Eingangsbereich, der mit feinem Sandstein in geschwungener Form gestaltet ist. Der Eigentümer ließ es im Jahr 1994 komplett sanieren, wie aus dem Schild in der Mitte der Fassade hervorgeht. |
| 09299673 | Sz       | Alfred-Brodauf-Straße 23 Lage                                                              | eh. Villa Papst | oh; tb                                                                                     | Das um 1920 eingeweihte Gebäude für den Unternehmer Ernst August Papst (1843–1921) im hinteren Parzellenbereich ist in neobarocken Formen mit einem großzügigen halbkreisförmigen Erker ausgeführt. Seit den 1990er-Jahren beherbergt es die Druckerei ADuva (Auer Druck und Verlag Aue) sowie weitere acht Nutzer. Das Gebäude firmiert unter Villa publica pro rebus oeconomics et iuribus et tributis. |
| 08957339 | Sz       | Alfred-Brodauf-Straße 35 Lage                                                              | Wohn- und Geschäftshaus in geschlossener Eckbebauung am Ensemble Wettinerplatz | sh; bh; bk                                                                                 | Das Wohn- und Geschäftshaus ist ein Gründerzeitbau mit reichhaltig geschmückter Fassade und entstand nach 1900. |
| 08955647 | Sz       | Altmarkt01 Lage                                                                            | Hotel Blauer Engel | oh; sh; op                                                                                 | Hotel mit Gaststätte (ohne Anbauten an der Schneeberger Straße und im Hof) in geschlossener Eckbebauung mit repräsentativer Schauseite zum Marktplatz Der Grundbau entstand um 1663. |
| 08957371 | Sz       | Altmarkt05 Lage                                                                            | Wohn- und Geschäftshaus in geschlossener Bebauung | sh; bh                                                                                     | „Baukomplex ohne Seitenflügel am Marktgässchen; stattlicher, großstädtisch ambitionierter Klinkerbau am Alten Markt“ |
| 08957359 | Sz       | Altmarkt 12 Lage                                                                           | eh. Kaufhaus Schocken | sh; bh                                                                                     | „Kaufhaus in geschlossener Eckbebauung; qualitätvoller großstädtischer Bau in zentrumsprägender Lage am Markt, Teil der Kaufhaus-Kette Schocken“ Nach der Wende sanierte die Deutsche Bank das Gebäude und nutzt es seitdem zusammen mit der Barmer Ersatzkasse. „frühes, authentisch erhaltenes Beispiel eines Kaufhauses in der Region“ |
| 08957360 | Sz       | Altmarkt 14 Lage                                                                           | Wohn- und Geschäftshaus aus dem Jahr 1909 | sh; bh; bk                                                                                 | „geschlossener, qualitätvoller großstädtischer Bau des ausklingenden sachlichen Historismus in zentrumsprägender Lage am Markt“ Die Straße hieß lange Jahre nur Markt. Unter der Nummer 14 waren im Jahr 1930 unter anderem wohnhaft: ein Schneider (Paul Hahn), ein Elektromonteur (Albin Dörrer), ein Zahnarzt (Dr. Martin Kannegießer), ein Seifenhändler (Gustav Otto) der Geschäftsinhaber Hermann Schädlich (das entsprechende Schuhgeschäft wird inzwischen in dritter Generation vor Ort betrieben) sowie Bäckergesellen und Bäckergehilfen. Zwischen 1952 und 1990 beherbergte das Gebäude das Wismut-Kaufhaus. |
| 08957361 | Sz       | Altmarkt 16 Lage                                                                           | Wohn- und Geschäftshaus aus dem Jahr 1909 Angegeben waren hier um 1930 ein Lehrer, ein Justizrat, eine Klavierlehrerin, ein Dienstmädchen, ein Hausmädchen und ein Polizeikommissar. | op                                                                                         | „geschlossener qualitätvoller großstädtischer Bau im sachlich-reduzierten, vom Jugendstil beeinflussten Späthistorismus in zentrumsprägender Lage“ |
| 08957378 | Sz       | Anton-Günther-Platz an der Thomas-Mann- und Lessingstraße Lage                             | Anton-Günther-Platz: Festplatz mit Stützmauern, Geländern, Pfeilern, Treppen, integrierter Toilettenanlage, Baumreihe (Kastanien) an Th.-Mann-Str. und hangseitig einfassendem Baumbestand | sp; sh; sb                                                                                 | Im Rahmen einer Arbeitsbeschaffungsmaßnahme legten tausende Menschen innerhalb eines Jahres den später nach dem erzgebirgischen Liedermacher und Dichter Anton-Günther benannten und 1937 eingeweihten Platz an. Er war u. a. eine für Aufmärsche vorgesehene städtische Gemeinschaftsanlage der NS-Ära. In seinem nördlichen Bereich entstand nach der Wende eine Mini-Skate-Anlage (unteres Bild). |
| 08957401 | Sz       | Arndtstraße03 Lage                                                                         | Zweifamilienwohnhaus in offener Bebauung. | bh; bk; oh                                                                                 | Das Gebäude wurde um 1920 fertiggestellt (linkes Einzelgebäude). Im Jahr 1930 finden sich im Adressbuch von Aue die Familie des Obertelegrapheninspektors Max Schaubold und die Familie des Oberingenieurs Walter Zimmermann in diesem Wohnhaus. |
| 09299674 | Sz       | Auerhammerstraße01 Lage                                                                    | Wohn- und Geschäftshaus in Ecklage und als Kopf einer geschlossenen Zeilenbebauung am Fluss | oh                                                                                         | Der späthistoristische Klinker-Verblendbau wurde um 1900 fertiggestellt. Weil jahrzehntelang der Kaufmann Carl Schieck hier im Parterre ein Geschäft betrieben hatte, heißt das gesamte Gebäude im Volksmund seitdem „beim Schieck“. In dem mehrstöckigen Haus waren u. a. im Jahr 1930 die Familien des Kaufmanns Carl Schieck, des Bauschlossers Albert Graupner, des Klempnermeisters Paul Schieck, die Witwe Anna Mäder, der Tischlermeister Albert Peter sowie der Metallschleifer Hermann Sachada Wohnungsmieter. Im Jahr 2016 gab es eine kurze Zwischennutzung, ab 2017 stand das Haus lange Jahre leer. Auf dem Dach ist das Symbol eines Geschäftshauses erhalten (linkes Bild). Im Jahr 2021 wird die LSE GmbH als ein Nutzer im Haus angegeben. Dieses Unternehmen, 1992 gegründet, verkauft Immobilien und verwaltet Wohneigentum. |
| 08957524 | Sz       | Auerhammerstraße02 Lage                                                                    | frühere Stadtbank, eh. Sparkasse einschl. Figurenplastik | sp; sh; bk                                                                                 | Sparkassengebäude in geschlossener Eckbebauung (zusammen mit dem Wohnhaus Auerhammerstraße 2) Wurde im Jahr 1937 eingeweiht. Der Sparkassenraum steht seit einigen Jahren leer (Stand noch im Sept. 2017). |
| 08957383 | Sz       | Auerhammerstraße 34 Lage                                                                   | Huthaus der Auer Schmelzhütte aus den Jahren 1663/1664 (ohne hinteren Anbau); Bergbaumonumente Aue | oh; bh; sp                                                                                 | letztes Zeugnis der Auer Zinnschmelzhütte, dient inzwischen als Wohnhaus |
| 08957315 | Sz       | Bahnhofstraße; Nähe Wohn- und Geschäftshaus Muldenthal Lage                                | eh. König-Albert-Brücke, Baujahr 1900 | vh; op                                                                                     | „Steinbogenbrücke über die Mündung des Schwarzwassers“ Seit den 1950er-Jahren trägt das Bauwerk die Bezeichnung Muldentalbrücke. |
| 08957370 | Sz       | Bahnhofstraße02 Lage                                                                       | Wohn- und Geschäftshaus (ursprünglich Wohn- und Fabrikgebäude) in geschlossener Eckbebauung aus dem Jahr 1891 | sp; sh; sb; bk                                                                             | Es handelt sich um ein „repräsentatives typisch historistisches Bauwerk mit üppigen, qualitätsvoll ausgeführten Fassaden“. Hier wohnten im Jahr 1930 folgende Personen: Oberingenieur Franz Brunner, Helene Geyer, Eisendreher Max Hutschenreuther, Arzt Johannes Meißner, Graveur Paul Ruschitzka, Schneidermeister Franz Schmidt und Kurt Schmidt. |
| 08957369 | Sz       | Bahnhofstraße04 Lage                                                                       | Wohn- und Geschäftshaus in geschlossener Bebauung | bh; sh                                                                                     | „großstädtischer Bau mit spannungsreicher Fassade, qualitätsvollen Details und ungewöhnlicher stilistischer Kombination“ |
| 08957330 | Sz       | Bahnhofstraße05/07 Lage                                                                    | eh. Wäschefabrik F. W. Gantenberg | sp: sh; th; bk                                                                             | Geschäftshaus (ursprünglich Verwaltungs- und Versandhaus der Wäschefabrik von Friedrich Wilhelm Gantenberg) in geschlossener Bebauung aus dem Jahr 1901; Architekt Friedrich Fricke aus Leipzig; Mehrfachnachnutzung unter anderem durch Banken |
| 08957535 | Sz       | Bahnhofstraße06 Lage                                                                       | Wohn- und Geschäftshaus in Ecklage aus dem Jahr 1880 | sh; bh;                                                                                    | Gut erhaltene historische Details im Gründerzeitstil |
| 08957331 | Sz       | Bahnhofstraße09 Lage                                                                       | Wohn- und Geschäftshaus in geschlossener Bebauung mit Ladeneinrichtung und Nebengebäude | bk;                                                                                        | Hochwertige Architektur; „authentisch erhaltener Bau in hervorgehobener Lage“ Ein besonders auffälliges Detail ist das schmiedeeiserne Einfahrtstor, ausgeführt von der Kunstschmiederei – Eisenconstructionen Ferd. Kayser aus Leipzig. |
| 08957324 | Sz       | Bahnhofstraße 13 Lage                                                                      | eh. Café und Konditorei Temper |                                                                                            | „Kaffeehausanbau in geschlossener Bebauung mit erhaltener Innenraumgestaltung; weitgehend original erhaltener, zeittypisch gestalteter Gebäudeteil mit großstadttypischer Nutzung“ Der Nutzung als Café folgte in den 1960er- und 1970er-Jahren die Nutzung als Tanzpalast. Seit etwa 2014 von einem Imbissanbieter nur noch teilgenutzt. |
| 08957322 | Sz       | Bahnhofstraße 16 Lage                                                                      | eh. Weberei Samuel Wolle mit Wohnhaus und Fabrikgebäuden | op; sh; th                                                                                 | Das Wohnhaus war 1898 bezugsfertig, die Fabrik begann mit der Produktion im Jahr 1900. Die Weberei samt Wohngebäude ging in den 1930er-Jahren in den Besitz der Familie Bauer über, die sie inzwischen in dritter Generation unter dem Firmennamen Weberei Curt Bauer führt. |
| 08957321 | Sz       | Bahnhofstraße 20/22 Lage                                                                   | Kaufhaus Max Weichhold | bh; sb                                                                                     | Das vor 1896 errichtete Kaufhaus entstand als geschlossene Bebauung in abschließender Ecklage und ist ein „anspruchsvolles, großstädtisches Gebäude in sachlich-reformorientierter Architektur, außergewöhnlicher Kubatur und Lage“. Das mehretagige Gebäude steht unmittelbar an der Muldetalbrücke auf den Parzellen Bahnhofstraße 20 und 22. Die Fassade ist mit Putten und Motiven im Jugendstil geschmückt. Seit seiner Entstehung diente es stets als Kaufhaus, und es wird in vierter Generation als Familienunternehmen betrieben. |
| 08957320 | Sz       | Bahnhofstraße 25 Lage                                                                      | eh. Hotel Burg Wettin |                                                                                            | Das Gebäude wurde 1904 eröffnet. Im 21. Jh. hat sich darin die asiatische Gaststätte Hongkong angesiedelt. |
| 08957313 | Sz       | Bahnhofstraße 30 Lage                                                                      | Häuslerhaus später mit Stellmacherei, in halboffener Bebauung | st; bh                                                                                     | Das Gebäude wurde im 18. Jh. begonnen, im 19. Jh. erfolgten Anbauten. Ursprünglich gehörte dieser Bereich zum Dorf Zelle, das später mit anderen angrenzenden Dörfern in das Stadtgebiet als Aue-Zelle eingemeindet wurde. Das Haus wird als privates Wohnhaus genutzt und ist „in der Straße und ihrem näheren Umfeld wohl ältester noch vorindustrieller Bau“. |
| 08957319 | Sz       | Bahnhofstraße 31 Lage                                                                      | Wohn und Geschäftshaus aus dem Jahr 1901 in ehem. geschlossener Bebauung mit Fabrikanbau | bh; bk; sh                                                                                 | In den Geschäftsräumen befindet sich die Trattoria Cavallino. „Bau mit einprägsamer Fassadengliederung“; es handelt sich um die ehemalige Textilfabrik A. Baumann (Initialen des Bauherrn an der Fassade) |
| 08957476 | Sz       | Bahnhofstraße 37, Ecke Schillerstraße Lage                                                 | eh. Hotel Kaufmanns Gasthaus; eh. Chemnitzer Bank-Verein, Filiale Aue; eh. Commerz- und Privatbank AG | sh                                                                                         | Büro- und Geschäftshaus in geschlossener Bebauung abschließender Ecklage Das Gebäude wird im 21. Jh. von neun verschiedenen Nutzern belegt, darunter der CDU-Kreis- und Ortsverband, Dienstleister und Einzelhandel. |
| 08957466 | Sz       | Bergfreiheit 11,12                                                                         | Hegert’sches Huthaus; Bergbaumonumente Aue | bh; bergbautechnisch relevant                                                              | Das Huthaus im Stil eines Umgebindehauses ist auf 1663 datiert. Es wurde in der Zeit des Zinnbergbaus im Auftrag der Gewerke des Tiefen Vestenburger Stolln(s) errichtet. |
| 08957467 | Sz       | Bergfreiheit 12                                                                            | Brünnel an der Bergfreiheit; Tiefer Vestenburger Stolln; Segen Gottes Fundgrube; Bergbaumonumente Aue | oh; bergbautechnisch relevant                                                              | Der Stollen wurde zwischen 1660 und 1668 aufgefahren. Das Brunnenhaus stammt aus dem Jahr 1706, der Brunnen wurde aus dem Stollen gespeist. Eine Wasserleitung führte aus dem Berg zum Brunnen. Urkunden belegen, dass sich ab 1661 alle Anwohner der Bergfreiheit, der Viehtrift und auch der Bockauer Gasse hier mit Trinkwasser versorgt hatten. Im Jahr 1978 bestätigte eine Wasservollanalyse die sehr günstige mineralische Zusammensetzung, sowie Keimfreiheit und den geringen sauren pH-Wert. Nach der Wende übernahm der historische Bergbauverein die Betreuung der Anlage. Im Jahr 2019 versiegte das Wasser, so dass von einem Schaden in der Zuleitung ausgegangen wurde. Bis Ende 2019 konnte die Schadstelle beseitigt werden und das Brünnel fließt seit 2020 wieder. |
|          | Sz       | am Hang oberhalb der Stadt                                                                 | Schneeberg-Auer Floßgraben | Floßgraben                                                                                 | Er ist ein rund 15 Kilometer langer künstlich angelegter Wassergraben, auf dem in der Zeit des Bergbaus die Grubenhölzer geflößt wurden. |
| 08957393 | Sz       | Carl-von-Ossietzky-Straße01                                                                | Mietvilla (ohne Anbau) mit Stützmauer und Einfriedung in Ecklage in offener Bebauung | sh                                                                                         | Die um 1895 fertiggestellte Villa ist ein „typisches, weitgehend authentisch erhaltenes Beispiel für gehobenes Bauen und Wohnen der Gründerzeit“. |
| 08957396 | Sz       | Carl-von-Ossietzky-Straße02                                                                | Wohnhaus in offener Bebauung, um 1895 entstanden | bh; sh                                                                                     | „in schlichter Eleganz und Klarheit gestalteter repräsentativer Wohnhausbau der Gründerzeit, Teil eines gehobenen, villenartigen Wohngebietes“ |
| 08957349 | Sz       | Dr.-Külz-Straße01                                                                          | Wohn- und Geschäftshaus in Ecklage | bh; op; „im Ort singulärer Bauschmuck“                                                     | Der Gebäudekomplex wurde etwa im Jahr 1890 fertiggestellt. „originelles Zeugnis gründerzeitlicher Quartierbebauung“ |
| 08957351 | Sz       | Dr.-Külz-Straße03                                                                          | Mietshaus in geschlossener Bebauung | bh; oh                                                                                     | linkes Gebäude im Bild; Baujahr um 1895 „originelles Zeugnis gründerzeitlicher Wohnbebauung, mit Dr.-Külz-Straße 5 durch Baudekor im Ort singulär“ |
| 08957352 | Sz       | Dr.-Külz-Straße05                                                                          | Mietshaus in geschlossener Bebauung | bh; oh                                                                                     | Baujahr um 1895 rechtes Gebäude im Bild „originelles Zeugnis gründerzeitlicher Wohnbebauung, mit Dr.-Külz-Straße 3 durch Baudekor im Ort singulär“ |
| 08957335 | Sz       | Dr.-Külz-Straße 12                                                                         | Mietshaus in halboffener Bebauung in Ecklage; später „geglättet“ | oh; bh; sb                                                                                 | Baujahr um 1900 im barockisierenden Stil und aufwändiger Ausführung |
| 09305318 | Sz       | (etwa 150 m nw vom Unteren Bahnhof Bad Schlema)                                            | Eisenbahnbrücke der Strecke Schwarzenberg–Zwickau über die Zwickauer Mulde; 1858 | bh; eh; Sw                                                                                 | Steinbogenbrücke mit drei Öffnungen; „frühes und weitgehend unverändertes Zeugnis des Eisenbahnbrückenbaus“ |
| 08957447 | Sz       | Eisenbahnstraße08                                                                          | Mietshaus in geschlossener Bebauung | oh;                                                                                        | Bauzeit um 1900 |
| 08957355 | Sz       | Ernst-Bauch-Straße03                                                                       | Wohn- und Geschäftshaus in geschlossener Bebauung | bh; oh                                                                                     | typisches Beispiel eines zeitgenössischen Klinkerbaus, um 1890 datiert |
| 08957353 | Sz       | Ernst-Bauch-Straße07a                                                                      | Wohn- und Geschäftshaus in halboffener Eckbebauung | oh; sb; ah                                                                                 | stattliches Zeugnis städtischer Prosperität; 1914 errichtet, der Bauherr trug die Initialen „M.B.“, wie im Giebel noch zu sehen ist. Nach der Wende erwarb ein Investor das Gebäude. Im 21. Jh. befindet sich im Erdgeschoss ein türkisches Restaurant. |
| 08957356 | Sz       | Ernst-Bauch-Straße 10                                                                      | Wohn- und Geschäftshaus | bh; oh                                                                                     | Das Gebäude wurde um 1910 fertiggestellt. „zeittypisches Beispiel städtischer Architektur in gutem Originalzustand“ |
| 08957357 | Sz       | Ernst-Bauch-Straße 16                                                                      | Margarethenstift | oh; bh                                                                                     | In den 2010er-Jahren befindet sich in dem Gebäude eine kommunale Kindertagesstätte für Kinder zwischen 6 und 10 Jahren. „Ehemalige städtische Kinderverwahranstalt; stattliches Bauwerk in malerischen Formen der lokalen Renaissance, 1906/1907“ |
| 09302456 | Sz       | Gartenstraße                                                                               | Gartenanlage Prießnitz, 1906 gegründet | Sw; sozialgeschichtlich bedeutsam                                                          | Sieben Gartenhäuschen der Kleingartenanlage Naturheilverein Prießnitz e. V., entstanden zwischen 1906 und ca. 1930, sind denkmalgeschützt. Der Gartenverein hat 214 Mitglieder (Stand Frühjahr 2015). |
| 08957388 | Sz       | Gellertstraße                                                                              | Sowjetisches Ehrenmal mit umgebender Grünanlage | oh                                                                                         | Die Gedenkstätte an einem Hang ist Teil einer Grünanlage und besteht aus einer ebenen Fläche mit drei Fahnenmasten, einem schmalen Blumenbeet und einem viereckigen gemauerten Obelisken mit einer aufmontierten Flammenschale. Auf der hangabwärts befindlichen Seite des Obelisken ist eine große Bronzetafel angeschraubt. Diese zeigt ganz oben einen fünfzackigen Stern mit eingearbeitetem Hammer und Sichel. Darunter verweist ein symbolischer Roter Winkel auf die Kennzeichnung von politischen Häftlingen zur Nazizeit. Unter dem Winkel ist die Inschrift „Ruhm und Ehre den Helden des Kampfes gegen Faschismus und Krieg“ eingearbeitet. Die Einweihung erfolgte im Jahr 1957. |
| 08957386 | Sz       | Gellertstraße05                                                                            | Villa mit Einfriedung | bh                                                                                         | Baujahr um 1900 Das mehretagige Gebäude ist jahrzehntelang als städtische Kita in Nutzung, seit der Wende trägt die Kindereinrichtung den Namen Abenteuerland. Bemerkenswert sind die Felder der metallenen Einfriedung: fünf verschiedene Naturdarstellungen (einige mehrfach) zieren das Zentrum eines jeden Zaunfeldes. Als Beispiel ist hier die Schnecke zu sehen. Die übrigen Motive sind: Specht am Baum, Maus, Ente und Katze. |
| 08957387 | Sz       | Gellertstraße09                                                                            | Villa mit Einfriedung | bh                                                                                         | Baujahr um 1902 „zeittypisches Gebäude unter Einflüssen von Jugend- und Schweizer Stil“; in Privatbesitz |
| 08957444 | Sz       | Gerichtsstraße01                                                                           | Amtsgericht mit Seitengebäude, allen Stützmauern sowie Einfahrtstor | oh; bh; op                                                                                 | Baujahr 1901/1902 |
| 08957445 | Sz       | Gerichtsstraße03                                                                           | eh. Pfarrhaus mit Einfriedung, in Ecklage | bh; op                                                                                     | Das Gebäude ist im 21. Jh. Sitz der evangelisch-lutherischen Superintendentur Aue, zu der im Ort die St. Nikolaikirche gehört. Das Pfarrhaus entstand um 1800 und wurde bis um 1900 mehrfach um- und ausgebaut. |
| 08957524 | Sz       | Goethestraße01                                                                             | eh. Stadtbank, eh. Sparkasse | sp; sh; oh; bk;                                                                            | Teile der Sparkassenräumlichkeiten im Erdgeschoss wurden bis 2022 von einer Fahrschule genutzt. Seitdem Sanierung des Gebäudes als „Goethe carrée Aue“ mit 25 Eigentumswohnungen. „Sparkassengebäude in geschlossener Eckbebauung (zusammen mit Auerhammerstraße 2); repräsentativer, Tradition und Sachlichkeit verbindender Bau mit einprägsamer, auf die Gebäudefunktion bezogener Figurenplastik“ (siehe Bild) |
| 08957382 | Sz       | Goethestraße02                                                                             | Kulturhaus Aue und Stadtgarten (Sachgesamtheit, Obj. 08957477) | oh; bk                                                                                     | Das Kulturhaus wurde 1958 vollendet; es ist der Sitz des Erzgebirgsensembles Aue. Zum Kulturdenkmal gehören ebenfalls das Thälmann-Denkmal und die Freilichtbühne. Die Freilichtbühne ging 1962 in Betrieb, das Denkmal für Ernst Thälmann mit der aus Sichtbeton geformten Fahne dahinter wurde 1972 eingeweiht. „repräsentativer, bis ins Detail original erhaltener, die Architektur der ‚Nationalen Tradition‘ mit modernen Formen kombinierender Gemeinschaftsbau der stadtprägenden Wismut-Ära“ |
| 08957528 | Sz       | Goethestraße05                                                                             | eh. Stadthaus, Neues Rathaus | sp; oh; sh; bh                                                                             | „Rathaus in geschlossener Eckbebauung; stattlicher und repräsentativer, typisch späthistoristischer, mit Architekturelementen in Renaissanceformen gestalteter Bau Es ist das zweite Amtsgebäude der Stadt, nach Plänen des Stadtbaumeisters Max Püschmann errichtet, und wurde 1890 eingeweiht.“ |
| 08957413 | Sz       | Goethestraße06                                                                             | Wohn- und Geschäftshaus in geschlossener Bebauung, um 1905 errichtet | sp                                                                                         | „stattlicher Bau mit einigem Dekor“ |
| 08957414 | Sz       | Goethestraße08                                                                             | Wohn- und Geschäftshaus in geschlossener Bebauung, um 1900 errichtet | bh                                                                                         | In der Giebelspitze befindet sich das vergoldete Relief einer Eule „stattlicher Bau mit Anklängen an den Wiener Jugendstil der Sezession“ |
| 08957415 | Sz       | Goethestraße 14                                                                            | Mietshaus in geschlossener Bebauung;, um 1900 errichtet | bh                                                                                         | „zeittypisches Beispiel städtischer Wohnbebauung“ |
| 08957481 | Sz       | Lößnitzer Straße                                                                           | Bahnhofsbrücke; Bauzeit 1935–1937 | bh; op                                                                                     | Die erste Straßenbrücke aus den 1930er-Jahren wurde 1993–1995 nach historischen Unterlagen neu aufgebaut. „originalgetreue Rekonstruktion der ersten Spannbetonbrücke Deutschlands“ |
| 08957384 | Sz       | Marie-Müller-Straße 20                                                                     | Besteck- und Silberwarenfabrik August Wellner Söhne (Gebäudehülle) (siehe auch Verwaltungsgebäude in der Wettinerstr. 64, Obj. 08957529) | bk; sh; th                                                                                 | „repräsentatives und stadtbildprägendes Gebäude als maßgebliches Zeugnis der Auer Industrieentwicklung,“ Das Werk ist in drei Bauabschnitten zwischen 1884 und 1897 entstanden. Die Fassade zur Marie-Müller-Straße hin ist reich mit plastischem Bauschmuck versehen und wird zwischen 2014 und 2017 denkmalgerecht saniert. Im Jahr 2018 fanden auf dem Freigelände und in zwei Etagen Teile der 4. Sächsischen Landesausstellung statt. |
| 08957435 | Nd       | Mittelstraße 11                                                                            | eh. Stuhlfabrik Christian Becher | sh; th                                                                                     | Die Fabrikhalle (ohne spätere Anbauten) wurde 1905–1910 errichtet. „mächtiges Zeugnis der Auer Industrieentwicklung von industriegeschichtlicher und stadtentwicklungsgeschichtlicher Qualität“ |
| 08957379 | Sz       | Mühlstraße01                                                                               | eh. Maschinenfabrik Schorler & Steubler | oh; th                                                                                     | Das Fabrikgebäude (ohne Anbauten) ist ein Klinkerbau aus der Zeit um 1900. |
| 08957381 | Sz       | Mühlstraße04                                                                               | Umspannwerk mit Transformatorenstation; 1922 | bh; th; oh                                                                                 | Das Werk wird weiter aktiv von den Stadtwerken genutzt. Das Gebäude zeigt Elemente der Art déco und der Moderne. |
| 08957446 | Sz       | Pestalozzistraße06                                                                         | eh. Finanzamt | bh; oh; lokal bedeutsam                                                                    | Das Gebäude in barockisierenden Formen, 1924 bis 1926 erbaut, dient seit dem Beginn des 21. Jh. als Zweigstelle des Amtsgerichts. |
| 08957288 | Sz       | Pfarrstraße 13                                                                             | Wohnhaus mit Einfriedung, um 1890 errichtet | bh; sh                                                                                     | |
| 08957334 | Sz       | Postplatz01                                                                                | Postamt mit ehem. Telegraphengebäude (Poststraße 2) und Einfriedung; entstanden 1912/1913 | oh; bh; sb                                                                                 | Der mehrgliedrige repräsentative Bau zeigt Stilelemente in historistischen Formen. Bereits vorher hatte sich in Aue das Postwesen etabliert. |
| 08957314 | Sz       | Postplatz02                                                                                | Grund- und Oberschule Albrecht Dürer mit Schulgebäude, Turnhalle und Grundstückseinfassung zum Muldenufer |                                                                                            | Das Haus wurde 1895 eingeweiht. Die beiden symmetrisch angeordneten Eingänge waren – wie in damaliger Zeit üblich – als gesonderte Zugänge für Mädchen und für Knaben ausgeführt. Deshalb besitzt das Innere auch zwei gleichartige Treppenaufgänge, die mit schmiedeeisernem Geländer und mit Mosaiken auf dem Terrazzoboden geschmückt sind. Seit den späten 1990er-Jahren werden zwei Etagen (Keller und Erdgeschoss) für den Schulunterricht genutzt, die Seitenflügel beherbergen verschiedene Vereine und den Schulhort für rund 60 Kinder. |
| 08957327 | Sz       | Postplatz03                                                                                | Villa Gantenberg | bk; bh; sp                                                                                 | Fabrikantenvilla in halboffener Bebauung im Jugendstil mit Elementen des Späthistorismus nach Plänen des Architekten Max Fricke, mit reicher Innenausstattung; 1905/1906 errichtet. Die mehrfach umgenutzte Villa ist seit 1993 das Bürgerhaus Aue, ein Mehrgenerationenhaus. |
| 08957328 | Sz       | Postplatz04                                                                                | Wohn- und Geschäftshaus auf verbrochenem Flurstück; um 1900 errichtet | sb                                                                                         | „charakteristisches Bauwerk in historistischen Formen“ |
| 08957406 | Sz       | Poststraße05                                                                               | Picknick | bh; sb                                                                                     | Kiosk; zeittypischer Flachdachpavillon |
| 08957405 | Sz       | Poststraße 11/13                                                                           | Wohn- und Geschäftshaus in geschlossener Bebauung aus dem Jahr 1925 | sb; bh                                                                                     | repräsentativer Bau |
| 08957400 | Sz       | Rosa-Luxemburg-Straße 14/16                                                                | Doppelwohnhaus mit Einfriedung aus dem Jahr 1937 | bh                                                                                         | „Zeugnis zeittypischer Architektur in traditionalistischer Form, weitgehend authentisch erhalten“ |
| 08957368 | Sz       | Rudolf-Breitscheid-Straße02                                                                | Wohn- und Geschäftshaus in Ecklage aus dem Jahr 1904 | bh; sb Hier waren unter anderem zwei Kürschnermeister, August und Georg Schürer, ansässig. | „großstädtisches Gebäude mit für Aue singulärem ägyptisierendem Bauschmuck“ |
| 08957365 | Sz       | Rudolf-Breitscheid-Straße03                                                                | Wohn- und Geschäftshaus aus dem Jahr 1902 | bh                                                                                         | „stattlicher Bau mit Jugendstildekor“ |
| 08957366 | Sz       | Rudolf-Breitscheid-Straße04                                                                | Wohn- und Geschäftshaus in Ecklage aus dem Ende des 19. Jh. | bh                                                                                         | „repräsentativer Bau in städtebaulich wichtiger Lage“ |
| 08957365 | Sz       | Rudolf-Breitscheid-Straße 27                                                               | Maschinenfabrik Hiltmann & Lorenz: Produktionsgebäude (ohne moderne Rückanbauten), um 1885 errichtet | bh; th                                                                                     | „eh. Maschinenfabrik Hiltmann & Lorenz, wesentliches Dokument der Auer Industrieentwicklung“. Im Putz rechts über dem südlichen Eingang findet sich der Hinweis: Otto Juhrich Architekt Leipzig. |
| 09305371 | Sz       | Rudolf-Breitscheid-Straße 27 (Nähe) Streckenkilometer 51,573 (CA) bzw. 9,830 (SZ)          | Brücke Schwarzwasser (Baujahr 1901); Eisenbahnstrecke Chemnitz–Adorf (C–A); und Eisenbahnbrücke (Baujahr 1910) der Strecke Schwarzenberg–Zwickau (S–Z) | eh; th                                                                                     | „Zwei Eisenbahnbrücken voneinander abzweigender Eisenbahnstrecken über das Schwarzwasser; konstruktiv vielseitige Sachzeugnisse aus der Entwicklung des Eisenbrückenbaus“ |
| 08957474 | Sz       | Schillerstraße                                                                             | Schillerbrücke | vh; bk                                                                                     | Betonträgerbrücke, führt die Schillerstraße über die Zwickauer Mulde;1914 eingeweiht; nach Hochwasserschaden 2002 erneuert |
| 08957408 | Sz       | Schillerstraße01–3                                                                         | Wohn- und Geschäftshaus in Ecklage | op;                                                                                        | Das dreietagige Eckhaus entstand um 1900 herum im damaligen neugotischen Baustil. Im beginnenden 21. Jahrhundert hat die Städtische Wohnungsgesellschaft aus eigenen Mitteln und mit Fördermitteln von Stadt und Freistaat für rund drei Millionen Euro den Komplex zu einem senioren- und behindertenfreundlichen Wohnensemble umbauen lassen. Wegen der Denkmalschutzauflagen sind die Fenster in historischer Form neu hergestellt worden aber dreifach verglast, um den Lärmschutz zu gewährleisten. Etwa in der Mitte des Traktes entlang der Schillerstraße sind durch innere bauliche Veränderungen zwei übereinander liegende Fenster weggefallen. Dafür wurde ein Fassadenmaler beauftragt, möglichst detailgetreu die Originalfenster aufzumalen, was nach Meinung aller Fachleute sehr gut gelungen ist (siehe linkes Foto). |
| 08957487 | Sz       | Schlemaer Straße 47/49                                                                     | eh. Landespolizeigebäude, ab den 1950er-Jahren Verwaltung der SDAG Wismut; Baujahr 1927; mit Gedenktafel für die Opfer des Faschismus | oh; bh                                                                                     | Stattliches Polizeigebäude incl. Verbindungsgang mit Torbogen und kleinerem Polizeigebäude |
| 08957373 | Sz       | Schneeberger Straße03/5                                                                    | Wohn- und Geschäftshaus in geschlossener Bebauung aus dem Jahr 1896 | bh; bk                                                                                     | „großstädtischer, repräsentativer Bau in aufwändiger Ausführung“ Nutzer der Erdgeschossräume sind ein Augenoptiker und ein Designstudio (Stand im Jahr 2016) |
| 08957522 | Sz       | Schneeberger Straße08                                                                      | Wohn- und Geschäftshaus in halboffener Bebauung, um 1900 errichtet | bh                                                                                         | „charakteristisches zeittypisches Zeugnis städtischer Architektur“; Nutzer der Geschäftsräume im Erdgeschoss sind ein Augenoptiker und ein Barbershop. |
| 08957375 | Sz       | Schneeberger Straße09                                                                      | Wohn- und Geschäftshaus in geschlossener Bebauung, ohne Hintergebäude; im Jahr 1900 errichtet | sp; bh                                                                                     | „gotisierender Gründerzeitbau“; Jahresangabe im „Brüstungsspiegel zweites Obergeschoss“ |
| 08957523 | Sz       | Schneeberger Straße 11                                                                     | Wohn- und Geschäftshaus in geschlossener Bebauung; um 1900 | bh                                                                                         | „zeittypisches Beispiel städtischer Wohn- und Geschäftsarchitektur“ |
| 08957329 | Sz       | Schneeberger Straße 14                                                                     | Wohn- und Geschäftshaus in geschlossener Bebauung; um 1905 | bh; sb                                                                                     | „typisches Beispiel städtischer Architektur unter Jugendstil-Einfluss“, „städtebauliche Bedeutung im Ensemble um den Postplatz“ |
| 08957333 | Sz       | Schneeberger Straße 15                                                                     | eh. Rath’s Kaffeehaus, Stadtcafé: Wohn- und Geschäftshaus in Ecklage und in geschlossener Bebauung (zusammen mit Goethestraße 4); 1914/1915 errichtet | sb; bh; oh                                                                                 | „voluminöser Baukörper in geometrischem Reformstil mit baukünstlerischer Qualität“ |
| 08957412 | Sz       | Schneeberger Straße 17                                                                     | Wohn- und Geschäftshaus in Ecklage und in geschlossener Bebauung, Baujahr 1912 | op; bh                                                                                     | In diesem Haus befindet sich eine Geschäftsstelle der Tageszeitung Freie Presse. |
| 8957537  | Sz       | Schneeberger Straße 23                                                                     | Wohn- und Geschäftshaus in Ecklage und in geschlossener Bebauung um 1900 errichtet | op; bh                                                                                     | „Beispiel historistischer Wohnbebauung im städtischen Kontext“ |
| 08955662 | Sz       | Schneeberger Straße 25                                                                     | Wohn- und Geschäftshaus in Ecklage und in geschlossener Bebauung, 1905 errichtet Im Giebel ist die Jahreszahl 1900 vermerkt. | bh; bk                                                                                     | „Beispiel historistischer Wohnbebauung im städtischen Kontext“ |
| 08957411 | Sz       | Schneeberger Straße 27                                                                     | Wohn- und Geschäftshaus in Ecklage und in geschlossener Bebauung, 1906 errichtet | bh; bk                                                                                     | „Beispiel stattlicher Bebauung im Reformstil“ Seit den späten 1990er-Jahren nutzt die Bezirksdirektion einer Versicherung die Geschäftsräume. |
| 08957407 | Sz       | Schneeberger Straße 32                                                                     | eh. Logenhaus Zu den drei Rosen im Erzgebirge | bh; oh                                                                                     | Grundsteinlegung am 13. Juli 1911, im Februar 1912 von den Freimaurern eingeweiht. Der im Jahr 1912 offiziell gegründeten Loge in Aue gehörten zwischen 73 (Jahr 1913) und 135 (Jahr 1924) Mitglieder an. Außerdem waren ihr die Klubs Zu den 3 Säulen im Erzgebirge in Eibenstock und Zum Rosenstock in Sachsenfeld in Schwarzenberg/Erzgeb. zugeordnet. In der NS-Zeit, 1933 musste die Loge aufgelöst werden. Aus ihr ging der Verein Casino e. V. hervor, der im April 1935 ebenfalls aufgelöst wurde. Erst nach 1945 erfuhr das Gebäude (1924 durch einen Vorbau erweitert und ausgestattet mit Bleiglasfenstern) neue Nutzungen: Ausstellungsgebäude, Sitz der Sparkasse, Teil des Heimatmuseums, schließlich nutzte der Clemens-Winkler-Club das Haus. Seit etwa 1991 steht es leer; die Stadtverwaltung erwog einen Abriss. Im Jahr 2018 fasste die Stadt nach vorheriger baustatischer Untersuchung an der Ruine einen Beschluss über Entwicklungsmöglichkeiten des Objektes Schneeberger Straße 32 (eh. Clemens-Winkler-Club). Dieser sieht vor, das denkmalgeschützte Bauwerk des Leipziger Architekten Otto Juhrich entweder abzureißen und durch eine Grünfläche zu ersetzen (geschätzte Kosten rund 160.000 Euro) oder das Gebäude zu erhalten unter Beachtung von Förder- und Denkmalschutzrichtlinien. Es könnte danach als Standesamt oder zur Erweiterung der Stadtbibliothek dienen (geschätzte damalige Kosten rund 2,4 Millionen Euro). Im Jahr 2023 gab es einen Beschluss der Sächsischen Regierung, es zu einem interkommunalen Standesamt umzubauen, wofür die Bereitstellung von Fördermitteln in Höhe von rund 3,1 Millionen Euro erfolgt. Die Stadt Aue-Bad Schlema wird zusätzlich rund 1,1 Millionen Euro dazugeben. |
| 08957391 | Sz       | Schneeberger Straße 47                                                                     | Villa Gaedt, „Haus Reutergarten“; Direktorenvilla mit Terrassengarten, Einfriedung und Stützmauer | op; lh; bk                                                                                 | Der Gebäudekomplex wurde 1912/1913 nach Plänen des Leipziger Architekten Johannes Koppe errichtet. Er ist ein „repräsentativer Bau als großbürgerliches Zeugnis lokaler Prosperität vor dem Ersten Weltkrieg“. Seit dem 21. Jahrhundert nutzen zwei Consulting-Unternehmen das Gebäude. Der zur Straße hin sichtbare Wandbrunnen ist außer Betrieb. |
| 08957493 | Sz       | Schneeberger Straße 82                                                                     | römisch-katholische Pfarrkirche Mater dolorosa mit angebautem Pfarrhaus und Einfriedung | bh; oh; lp                                                                                 | Der neugotische Gebäudekomplex aus Gotteshaus und Pfarrhaus wurde am 26. September 1915 eingeweiht. „Ensemble im gotisierenden Stil“ |
| 08957496 | Sz       | Schneeberger Straße 98                                                                     | Diakonissenhaus Zion (Aue), eh. Pillingsches Sanatorium, Haus Nazareth (Sachgesamtheit Obj. 09304772); Einzeldenkmal mit: Hospital (ohne Anbauten; Baujahr 1893) mit ehemaligem Kutscherwohnhaus/Remise (Baujahre 1893–1896) sowie hölzerner Pavillon im Garten                                                                                          | bh; oh                                                                                     | „repräsentatives Ensemble des Historismus mit medizinhistorischer Geltung“ Die Diakonissen betreiben in den historischen Gebäuden das Altenpflegeheim Abendfrieden. |
| 08957326 | Sz       | Schulbrücke (zwischen Bahnhofstraße und Postplatz)                                         | Schulbrücke mit den erhaltenen Postamentskulpturen und zwei Schlusssteine | bk; op                                                                                     | weitere Bilder |
| 08957325 | Sz       | Schulbrücke03                                                                              | Wohn- und Geschäftshaus in halboffener Bebauung aus dem Jahr 1922 | bh; ah                                                                                     | „von städtebaulichem Wert durch dominante Lage am Brückenkopf der Schulbrücke“ |
| 08957441 | Sz       | Schwarzenberger Straße                                                                     | evangelisch-lutherische St. Nikolai-Kirche und Hangstützmauer | sp; oh; bh; bk                                                                             | Die neugotische Hallenkirche wurde am 3. September 1893 eingeweiht. Sie ist das höchste Gebäude der Stadt. |
| 08957363 | Sz       | Schwarzenberger Straße03                                                                   | Wohn- und Geschäftshaus in geschlossener Bebauung; Baujahr um 1900 | sh; se; bh                                                                                 | „großstädtisch wirkender Bau mit für Aue seltenem Bauschmuck“ |
| 08957364 | Sz       | Schwarzenberger Straße05                                                                   | Wohn- und Geschäftshaus in Ecklage; 1899 fertiggestellt (siehe Inschrift Giebel) | sh; bh                                                                                     | |
| 09305163 | Sz       | Schwarzenberger Straße06                                                                   | Wohnhaus mit dahinter liegendem Tanzsaal | bh; oh                                                                                     | Der Baukomplex entstand 1903–1905 nach Plänen des Architekten Camillo Günther, eines Schülers von Paul Wallot. Die ersten drei Stockwerke sind mit einfachem Putz versehen, während das oberste Geschoss mit weiß, blau und grün glasierten Ziegeln ornamental gestaltet wurde. Die Bedenken des Bauausschusses zu dem vorgelegten Entwurf hatte Günther mit den folgenden Ausführungen (Auszug) zerstreut: „…Wie bei einem Baum der Stamm unten kahl, die Krone aber reich ist, ebenso bei einer Blume der Stengel nackt und oben die Blüte in vollster Farbenpracht und Schönheit sich entfaltet, ferner bei einem Menschen das Haupt das interessanteste an der ganzen Erscheinung ist oder doch wenigstens sein soll, so habe ich auch hier den Versuch machen wollen, das Ornament als belebenden Teil an einem Bauwerk nach oben zu schaffen, und will das oberste Geschoss gleich als Flächenornament auf den Beschauer wirken lassen… Der geehrte Rat wolle nur bitte die neuen Schulen und Bäder sowie auch andere städtische und Staatsbauten in Dresden, München und namentlich in Berlin ansehen. Alle diese Bauten sind in Putz mit sparsamer Verwendung von Bausteinen ausgeführt, sind billig und wirken durch persönlich hineingelegte Feinheiten auf das Auge der Beschauer wunderbar, so daß es nur zu bedauern wäre, wenn diese Richtung in der kleinen Stadt Aue keine Aufnahme fände… Die Schauseite des Bürgergartens wird sich den wenig wirklich guten Fassaden in Aue würdig an die Seite reihen.“ Im 21. Jahrhundert nutzt der Verein Interdisziplinäre Frühförderstelle Herr-Berge e.V das an der Straße befindliche Gebäude.                                                                                           |
| 08957443 | Sz       | Schwarzenberger Straße 13                                                                  | Villa, um 1895 erbaut | bh; op                                                                                     | Aue, Schwarzenberger Straße 13 |
| 08957463 | Sz       | Schwarzenberger Straße 30                                                                  | eh. I. Bürgerschule; gemäß Granitquader im Sockel 1901 begonnen Schule mit Turnhalle und Einfriedung, seit den 1980er-Jahren Pestalozzi-Gymnasium Aue | bh; sp; oh                                                                                 | „repräsentativer Monumentalbau als Zeugnis bürgerlichen Bildungsanspruchs“ |
| 08957472 | Sz       | Schwarzenberger Straße 58                                                                  | Nicolaifriedhof (Sachgesamtheit) Einzeldenkmale: Kapelle, Parentationshalle, Verwalterhaus und Tor; Kriegerdenkmal sowie 11 Familiengrüfte und eine weitere Grabstelle von öffentlichem Erhaltungsinteresse | bh; oh; künstlerisch                                                                       | Das Verwaltungsgebäude ist 1895 datiert, die Leichenhalle ebenfalls; die Kapelle entstand gegen Ende des 19. Jhds. Die Grüfte verschiedener bedeutender Familien wurden zwischen 1857 und 1934 errichtet. |
| 08957258 | Sz       | Schwarzenberger Straße 96 (namenloser Zuweg)                                               | Huthaus Weiße Erden Zeche mit Anbau und Brunnen | oh; th                                                                                     | Das Huthaus ist das oberirdische Bauwerk der Weißerdenzeche St. Andreas. Das Modell der Anlage zeigt das Huthaus und den Brunnen. „Exklusivlieferant für Grundstoff der Porzellanmanufaktur Meißen“ |
| 08957389 | Sz       | Thomas-Mann-Straße04                                                                       | Mietvilla mit Einfriedung und Gartenhaus; gemäß Angabe auf der Wetterfahne im Jahr 1904 errichtet | oh; bh; sb                                                                                 | „zeittypischer Bau“ |
| 08957390 | Sz       | Thomas-Mann-Straße05                                                                       | Mietvilla mit Einfriedung; lt. Bauakte 1896 errichtet, am Gebäude ein Hinweis auf das Jahr 1908 | oh; bh;                                                                                    | „charakteristisches Zeugnis bürgerlicher Architektur in historisierender Formensprache“ |
| 08957394 | Sz       | Thomas-Mann-Straße07                                                                       | Mietvilla mit Einfriedung, 1920er-Jahre | bh                                                                                         | „Umbau einer Gründerzeitvilla in zeittypischer expressionistischer Zackenornamentik“ im geschlossenen Villenviertel |
| 08957398 | Sz       | Thomas-Mann-Straße09                                                                       | Fabrikantenvilla mit Einfriedung; laut Kartusche am Standerker aus dem Jahr 1906 | bk; bh; oh                                                                                 | „reich gegliedertes Bauwerk in zeittypischen Formen zwischen Reformstil und Neubarock“ |
| 08957399 | Sz       | Thomas-Mann-Straße 11                                                                      | Fabrikantenvilla mit Einfriedung aus den Jahren 1906/1907 | bk; bh; oh                                                                                 | „repräsentatives Bauwerk in zeittypischem Neubarock“ |
| 08957397 | Sz       | Thomas-Mann-Straße 13                                                                      | eh. Villa Kramer; Direktorenvilla von 1921/1922 | bk; industriegeschichtlich bedeutsam                                                       | „Beispiel der zeittypischen Architektur mit Einflüssen des Expressionismus“ Die Leitung der Nickelhütte Aue ließ ab den späten 1990er-Jahren die Baudenkmale restaurieren und nutzt sie, zusammen mit Neubauten auf dem Gelände, weiterhin als Werksbauten. |
| 08957475 | Sz       | Wehrstraße04                                                                               | Transformatorenstation aus dem Jahr 1932; | oh; th; bh; Sw                                                                             | „anspruchsvolles Zeugnis der Entwicklung städtischer Infrastruktur“ Die Mitteldeutsche Netzgesellschaft Strom mbH führt seit April 2022 eine Sanierung dieser Umspannstation im Auftrag des Betreibers, der Stadtwerke Aue–Bad Schlema aus. Im Jahr 1969 fand bereits eine Sanierung statt. Die Station versorgt die Elektroanschlüsse in der Bahnhofstraße und der Erdmann-Kircheis-Straße. Während der Arbeiten, die im Sommerhalbjahr ausgeführt werden, erfolgt die Versorgung über die angrenzenden Trafostationen. Ausgeführt wird die technische Erneuerung (neue leistungsstärkere Baugruppen) sowie eine Instandsetzung des kleinen Bauwerks. Das pagodenartigen Kupferdach wird mithilfe von Dachdeckern, Zimmerern, Bauhandwerkern und Schlossern überholt. Im Herbst sollen die architektonischen Arbeiten abgeschlossen werden und zum Winter kann die Station wieder ans Netz gehen. Gefördert wird die Sanierung aus Mitteln des Denkmalschutzes in Höhe von 35.000 Euro, die Gesamtkosten sind mit ca. 147.000 Euro veranschlagt. |
| 08957338 | Sz       | Wettinerplatz02                                                                            | Mietshaus in geschlossener Bebauung, um 1905 entstanden | sb; sh; bh                                                                                 | „weitgehend original erhaltener Bestandteil des gründerzeitlichen Wohnensembles um den Wettinerplatz“ |
| 08957337 | Sz       | Wettinerplatz03                                                                            | Mietshaus in geschlossener Bebauung, um 1900 entstanden | sb; sh                                                                                     | „zeittypischer Bestandteil des Ensembles um den halbkreisförmigen Wettinerplatz“ |
| 08957336 | Sz       | Wettinerplatz04                                                                            | Mietshaus in Ecklage und in geschlossener Bebauung | sh; bh                                                                                     | „Bestandteil eines repräsentativen Gründerzeitplatzes an städtebaulich wichtiger Position“ |
| 08957340 | Sz       | Wettinerplatz05                                                                            | Mietshaus (um 1895) mit Remise in geschlossener Bebauung | sh; se; bh                                                                                 | „Teil des kaiserzeitlichen Bauensembles des Wettinerplatzes, weitgehend original erhalten“ |
| 08957341 | Sz       | Wettinerplatz06                                                                            | Mietshaus in geschlossener Bebauung aus dem Jahr 1905 | sh; se                                                                                     | „Teil des kaiserzeitlichen Bauensembles um den Wettinerplatz“ |
| 08957372 | Sz       | Wettinerstraße02                                                                           | Hansa-Haus: Wohn- und Geschäftshaus in Ecklage; gemäß Inschrift an der linken Türlaibung aus dem Jahr 1936 | sh; bh; bk                                                                                 | „im Ort singuläres Zeugnis unter Stileinfluss des Neuen Bauens und des Heimatschutzstils“ |
| 08957376 | Sz       | Wettinerstraße02a/4                                                                        | Ernst Gessner Textilmaschinenfabrik, eh. Holbergsche Bleicherei und Appreturanstalt; die Fabrikhalle entstand vor 1900, das Seitengebäude in der ersten Hälfte des 19. Jh. | bh; oh                                                                                     | Ein Investor erwarb die seit den 1990er-Jahren zunächst leerstehenden Werkhallen, sanierte das Bauwerk und eröffnete darin ein Einkaufszentrum. Auch die an der Straße stehenden Nebengebäude wurden in das Zentrum einbezogen. Das rechte Bild zeigt die Nr. 2a (den Turm der eh. Bleicherei), das linke Bild entspricht der Nummer 4. |
| 08957455 | Sz       | Wettinerstraße 15                                                                          | eh. Café Carola (1898) und die Carolatheater-Lichtspiele, um 1902 als Gesellschaftssaal eröffnet Wohn- und Geschäftshaus in geschlossener Bebauung mit hofseitig angebautem Kinosaal | oh; kh; bh                                                                                 | „zeittypisches Beispiel städtischer Wohn- und Geschäftsarchitektur, erstes Kino in Aue“ |
| 08957342 | Sz       | Wettinerstraße 33                                                                          | Mietshaus in geschlossener Bebauung in Ecklage aus dem Jahr 1903 | sh; se; bh; bk                                                                             | „Teil der repräsentativen Anlage des Wettinerplatzes“ |
| 08957431 | Sz       | Wettinerstraße 39                                                                          | Mietshaus in halboffener Bebauung, um 1900 | sb; bh; oh                                                                                 | „zeittypischer Klinkerbau“ |
| 08957347 | Sz       | Wettinerstraße 40                                                                          | Wohn- und Geschäftshaus in geschlossener Bebauung, um 1895 entstanden | bh; sh                                                                                     | „zeittypisches Beispiel gründerzeitlicher Wohnbebauung mit origineller Fassadengliederung“ |
| 08957346 | Sz       | Wettinerstraße 42                                                                          | Wohn- und Geschäftshaus in geschlossener Bebauung, um 1895 entstanden | bh; sp; sh                                                                                 | „Teil der gründerzeitlichen Bebauung gegenüber dem Wettinerplatz“ |
| 08957345 | Sz       | Wettinerstraße 44                                                                          | Wohn- und Geschäftshaus in geschlossener Bebauung, um 1895 entstanden | bh; sp                                                                                     | „Teil der gründerzeitlichen Bebauung um den Wettinerplatz“ |
| 08957416 | Sz       | Wettinerstraße 45                                                                          | Mietshaus in halboffener Bebauung, um 1910 | sb; bh                                                                                     | „ortsbildprägend in Ecksituation am Brückenkopf“ |
| 08957344 | Sz       | Wettinerstraße 46                                                                          | Mietshaus in geschlossener Bebauung; um 1895 | sp; sh; bh                                                                                 | „Teil der gründerzeitlichen Bebauung gegenüber dem Wettinerplatz“ |
| 08957417 | Sz       | Wettinerstraße 47                                                                          | Mietshaus in geschlossener Bebauung; Baujahr 1901 | bh; op                                                                                     | „stattlicher Gründerzeitbau mit aufwändigem Bauschmuck“ |
| 08957343 | Sz       | Wettinerstraße 48                                                                          | Wohn- und Geschäftshaus; um 1895 | bh; sp                                                                                     | „Teil der gründerzeitlichen Bebauung um den Wettinerplatz“ |
| 08957420 | Sz       | Wettinerstraße 55                                                                          | Wohnhaus in halboffener Bebauung, um 1925 | bh                                                                                         | „zeittypisches Beispiel für städtischen Wohnhausbau mit traditionellen Motiven“ |
| 08957421 | Sz       | Wettinerstraße 57                                                                          | Mietshaus in offener Bebauung; um 1900 | bh                                                                                         | „in gestalterischer Einheit mit Wettinerstraße 59, barockisierender Wohnbau der Gründerzeit“ |
| 08957422 | Sz       | Wettinerstraße 59                                                                          | Mietshaus in offener Bebauung; um 1900 | bh                                                                                         | „in gestalterischer Einheit mit Wettinerstraße 57, barockisierender Wohnbau der Gründerzeit“ |
| 08957419 | Sz       | Wettinerstraße 61                                                                          | eh. Fabrikanlage der Fa. Hutschenreuter & Co., Baujahr 1912 | ih; wh                                                                                     | Drei Bauteile bildeten die Fabrik. Diese wurden nach der Wende als Verwaltungssitz für die Auer Stadtverwaltung umgebaut. Das Bild zeigt das frühere Verwaltungshaus direkt an der Wettinerstr. |
| 08957529 | Sz       | Wettinerstraße 64                                                                          | Verwaltungsbau der eh. Besteck- und Silberwarenfabrik August Wellner Söhne; Bauzeit 1922–1924; Architekt Johannes Koppe aus Leipzig | bk; ih; wh                                                                                 | Nach der Enteignung von Wellner diente das Haus mit den „Wächter-Löwen“ als Verwaltungssitz des Kreises Aue, nach der Wende zog das Landratsamt hier ein. Der frühere Fabrikverkauf im Erdgeschoss wird als Ausstellungsraum genutzt. |
| 08957514 | Ze       | Agricolastraße04 (Lage)                                                                    | Mehrfamilienwohnhaus | bh, ob                                                                                     | Einzeldenkmal der Wismut-Siedlung: Dreigeschossiges Bauensemble mit drei Eingängen am Kobaltplatz in Zeilenbauweise, 1955 bis 1957 errichtet. Über jedem Hauseingang sind individuelle stilisierte Schmuckornamente zur Thematik Natur in den Putz eingearbeitet. Zusammen mit Kobaltplatz 9/11 (siehe auch Sachgesamtheitsdokument – Obj. 09304769, gleiche Anschrift); charakteristischer Bestandteil einer Neubausiedlung der 1950er-Jahre mit traditionellen Stilmerkmalen; weitgehend authentisch erhalten |
| 08957302 | Ze       | Agricolastraße05 (Lage)                                                                    | Grundschule Aue-Zelle; 1960 eingeweiht | sp; oh                                                                                     | Schulgebäude mit turmartigem Hochhausteil; repräsentativer Großbau Die Grund- und Mittelschule (nennt sich selbst Oberschule) wurde in den 2000er-Jahren umfassend saniert und modernisiert. Hier hat auch der Fußballclub Erzgebirge Aue einen Sitz. |
| 09304950 | Ze       | Agricolastraße09, 11                                                                       | Mehrfamilienwohnhaus, Häuserblock von 1956 siehe auch Glück-Auf-Weg 1, 3 | bh; oh; hohe städtebauliche Qualität                                                       | Einzeldenkmal der Wismut-Siedlung: Dreigeschossiger Häuserblock über Eck mit vier Eingängen (siehe auch Obj. 09304769, Agricolastraße 4); charakteristischer Bestandteil der Neubausiedlung der 1950er-Jahre mit traditionellen Stilmerkmalen und individuellen Schmuck-Ornamenten |
| 08957303 | Ze       | Agricolastraße 13                                                                          | eh. Ledigenwohnheim von 1960 | bh; op                                                                                     | Wohnhaus (Laubenganghaus); im Ort singuläres Zeugnis im Stil der Internationalen Moderne Die Stadtverwaltung unterhält in dem Gebäude mittlerweile ein Heim für wohnungslose Bürger. |
| 09304943 | Ze       | Am Bahnhof                                                                                 | Bahnhof Aue | eh; th                                                                                     | Eisenbahnstrecke Chemnitz–Adorf; Eisenbahnstrecke Schwarzenberg–Zwickau, aus dem Beginn des 19. Jh. mit Wasserkran in der Bahnhofseinfahrt als Zeugnis des Dampfeisenbahnbetriebs in Aue |
| 08957483 | Ze       | Am Bahnhof 11 (Lage)                                                                       | Rittergut Klösterlein, 18. und 19. Jh. | bh                                                                                         | Herrenhaus eines Rittergutes (1816) mit Remise und Tormauer (18. Jh.) vorindustrieller Bau und Bautyp nach Planung von Johann Traugott Lohse |
| 08957484 | Ze       | Am Bahnhof 12 (Lage)                                                                       | eh. Villa Röll; Neues Herrenhaus des Ritterguts Klösterlein; Alberodaer Laternenmännchen samt Einfriedung | sh; bh; oh                                                                                 | --> Alle drei Gebäudeteile stammen aus dem Jahr 1876, zwei davon dienten vermutlich als Remise und Pförtnerhaus. Die Villa wird seit den 1990er-Jahren vom Unternehmen Kircheis genutzt und „stellt ein für Aue einmaliges Bauwerk im romantisierenden Burgenstil dar.“ |
| 09304949 | Ze       | Bergmannstraße 17/19/21 (Lage)                                                             | Wismutsiedlung, im Jahr 1955 entstanden | oh; sb                                                                                     | Das Mehrfamilienhaus ist Teil des Denkmalensembles, zu dem weitere Häuser der Bergmannstraße gehören (Nr. 23/25/27/29, 31/33/35) sowie das Gebäude Agricolastraße 4. Alle entstanden Anfang der 1950er-Jahre. Das Bild zeigt das Details eines Eingangs. |
| 09304947 | Ze       | Bergmannstraße 23/25/27/29 (Lage)                                                          | Einzeldenkmal der Wismutsiedlung, 1956 fertiggestellt | bh; oh; sb                                                                                 | „Dreigeschossiger Häuserblock mit vier Eingängen in geschlossener Bebauung charakteristischer Bestandteil der Neubausiedlung der 1950er-Jahre mit traditionellen Stilmerkmalen“ |
| 08957532 | Ze       | Bergmannstraße 31/33/35 (Lage)                                                             | Einzeldenkmal der Wismutsiedlung, 1956 fertiggestellt | bh; oh; sb                                                                                 | „Dreigeschossiger Häuserblock mit drei Eingängen; charakteristischer Bestandteil der Neubausiedlung der 1950er-Jahre mit traditionellen Stilmerkmalen“ |
| 09305351 | Ze       | Clara-Zetkin-Straße; Bahnübergang (Lage)                                                   | Glück-Auf-Schranke; Po 10 (Schrankenposten 10); Eisenbahnstrecke Chemnitz–Adorf (ehem.); Eisenbahnstrecke Schwarzenberg–Zwickau; | Sw; oh; th                                                                                 | Das Bahnwärterhaus (Schrankenpostengebäude) aus dem Jahr 1925 inkl. technischer Ausstattung sowie mechanische Schrankenanlage des Bahnübergangs Clara-Zetkin-Straße ist eines der wenigen noch erhaltenen von einer Person bedienten Schrankenpostens in Sachsen. |
| 08957661 | Ze       | Clara-Zetkin-Straße (Lage)                                                                 | Stützmauer beim Bahnübergang der Eisenbahnstrecken Chemnitz–Adorf und Schwarzenberg–Zwickau | op; eh                                                                                     | wahrscheinlich zwischen 1855 und 1858 errichtet; „mächtige Hangbefestigung“ |
| 08957287 | Ze       | Clara-Zetkin-Straße02 (Lage)                                                               | Wohn- und Geschäftshaus in halboffener Bebauung und in Ecklage; 1897/1898 | sb; bh                                                                                     | Es ist ein „stattlicher, vielgliedriger Bau … am Brückenkopf“. |
| 08957286 | Ze       | Clara-Zetkin-Straße 11 (Lage)                                                              | Heinze-Gut | sp; oh; wissenschaftlich-dokumentarisch interessant                                        | Wohnstallhaus mit zwei Anbauten und Heiste sowie zur Lehrwerkstatt umgebaute Scheune eines Dreiseithofs; die Bauten stammen aus dem 18. und 19. Jh. |
| 08957285 | Ze       | Clara-Zetkin-Straße 14 (Lage)                                                              | eh. Rathaus Aue-Zelle in offener Bebauung | sh; bh                                                                                     | Das Backsteingebäude wurde 1893 erbaut. Seit den späten 1990er-Jahren dient es als Teil des Verwaltungssitzes der Wasserwerke Westerzgebirge. |
| 08957253 | Ze       | Clara-Zetkin-Straße 56                                                                     | Wohnhaus eines Häusleranwesens in offener Bebauung |                                                                                            | „typisches, weitgehend original und mit relativ selten erhaltenem Fachwerk; im Erdgeschossbereich überkommenes Beispiel für diesen Bautyp, Teil der alten Zeller Dorfstruktur“ |
| 08957298 | Ze       | Clara-Zetkin-Straße 58                                                                     | Felsenkeller an einem ehem. Gasthaus; | oh; bergbaugeschichtlich bedeutend                                                         | |
| 08957296 | Ze       | Clara-Zetkin-Straße 59                                                                     | Wohnhaus eines ehem. Dreiseithofs mit Heisten-Stützmauer und Granittreppe | bh; se; sh                                                                                 | „typischer, weitgehend authentisch erhaltener Bestandteil eines kleinbäuerlichen Hofes sowie der alten Zeller Ortsstruktur“ |
| 08957297 | Ze       | Clara-Zetkin-Straße 63                                                                     | Wohnstallhaus und Scheune eines Zweiseithofs; beide drittes Drittel 19. Jh. | sh; se;                                                                                    | |
| 08957254 | Ze       | Clara-Zetkin-Straße 67                                                                     | Wohnstallhaus und Seitengebäude eines Zweiseithofs; zweites Drittel 18. Jh. | bh; sh                                                                                     | „für die Region typischer, weitgehend authentisch mit selten erhaltenem Fachwerk (im Erdgeschossbereich) überkommener Kleinbauernhof, Teil der alten Dorfstruktur“ |
| 08957317 | Ze       | Dr.-Otto-Nuschke-Straße01                                                                  | Wohn- und Geschäftshaus in offener Bebauung | op; oh; bh                                                                                 | ehemalige Gaststätte des inzwischen abgebrochenen Städtischen Schlacht- und Viehhofs; zwischen 1904 und 1906 errichtet |
| 08957316 | Ze       | Dr.-Otto-Nuschke-Straße02                                                                  | Mietshaus in offener Bebauung und in Ecklage | op; oh; bh                                                                                 | Bauzeit 1905–1908 |
| 08955381 | Ze       | Dr.-Otto-Nuschke-Straße03                                                                  | Wohn- und Geschäftshaus in offener Bebauung | op; oh; bh                                                                                 | Baukomplex aus 1904–1906; eh. Verwaltungsgebäude des Städtischen Schlacht- und Viehhofs |
| 08957486 | Ze       | (Nähe Stadion)                                                                             | Eisenbahnbrücke über den Lößnitzbach für die Strecke Chemnitz–Adorf; 1926 fertiggestellt, mitsamt Widerlagern und befestigten Dammflanken | th; et                                                                                     | „zeittypisches Ingenieurbauwerk“ |
| 08957480 | Ze       | Erdmann-Kircheis-Straße 13, 15                                                             | Kircheiswerk; eh. Blechbearbeitungsmaschinenfabrik Erdmann Kircheis Produktionsgebäude, Werkhalle sowie zugehörige, jenseits der Zwickauer Mulde gelegene Halle zur Lagerung von Maschinenmodellen | th; sh; bh                                                                                 | Die verschiedenen Fabrikteile entstanden 1880 (Lagerhalle; jenseits der Mulde), 1893 (Produktionshalle), 1910 (Montagehalle) |
| 08957482 | Ze       | Erdmann-Kircheis-Straße 17                                                                 | eh. Klosterkirche Zelle und Friedhof (Sachgesamtheit) | rh; sh; kh; bh                                                                             | Einzeldenkmale Kirche (1173), Orgel in der Kirche (1860, bis 2016 renoviert), Kirchenfenster (1892), Altar (zweite Hälfte 17. Jh.), Einfriedung und Erbbegräbnis des Rittergutes Klösterlein (Familie Röll; Ende 19. Jh.; siehe Bild), „Relikt der ersten Klosteransiedlung des Westerzgebirges und im Kern ältestes Gebäude der Stadt und Region, interessante Ausstattung und bauliche Entwicklung“; „künstlerisch, wissenschaftlich sowie ortshistorisch von hohem Wert“ |
| 08957295 | Ze       | Gabelsbergerstraße04                                                                       | Villa | oh; bh                                                                                     | Das Gebäude entstand um 1890. |
| 08957294 | Ze       | Gabelsbergerstraße06                                                                       | Villa Stahl, mit Vorgarten, Einfriedung und Torbogen | bh                                                                                         | Baujahr 1908 |
| 08957293 | Ze       | Gabelsbergerstraße08                                                                       | Schulgebäude in Ecklage mit Turnhalle, Verbindungsgang und Einfriedung | oh; bh; op                                                                                 | Das heutige Clemens-Winkler-Gymnasium wurde 1909–1911 errichtet. |
| 08957290 | Ze       | Gabelsbergerstraße 36                                                                      | eh. Landwirtschaftliche Schule Aue mit Einfriedung und Mauern, talseitigem Garten sowie zugehörige Treppenanlage am Hang | oh; bh; op                                                                                 | Das Schulgebäude wurde 1926/1927 erbaut. „stattliches Beispiel eines Schulbaus der 1920er-Jahre in neubarocken Formen“ |
| 08957289 | Ze       | Gabelsbergerstraße 42                                                                      | Mehrfamilienwohnhaus in offener Bebauung mit Einfriedung | oh; bh; op                                                                                 | Das Gebäude wurde um 1900 fertiggestellt. „stattlicher Bau mit Neorokoko-Dekor“ |
| 08957292 | Ze       | Geschwister-Scholl-Straße 14                                                               | eh. Verbandsgewerbeschule in offener Bebauung mit umgebenden altem Gehölzbestand und Einfriedungsrest | sb; oh; wh                                                                                 | Das Gebäude, laut Hinweis auf der Fassade 1927 errichtet, wurde seit dem Ende des 20. Jh. bis 2012 als Haus 2 des Clemens-Winkler-Gymnasiums genutzt. „stattlicher und traditioneller, am Barock orientierter Bau“ |
| 09304950 | Ze       | Glück-Auf-Weg01, 3 (siehe auch Agricolastraße 9, 11) (Lage)                                | Einzeldenkmal der Wismut-Siedlung (Sachgesamtheit, Obj. 09304769, Agricolastraße 4) | bh; oh;                                                                                    | „Dreigeschossiger Häuserblock über Eck mit vier Eingängen“, 1956 fertiggestellt |
| 09304953 | Ze       | Glück-Auf-Weg04/6/8/10 (rechtes Bild) (Lage), 12/14/16/18 (linkes Bild) (Lage)             | Einzeldenkmal der Wismut-Siedlung (Sachgesamtheit, Obj. 09304769, Agricolastraße 4) | bh; oh;                                                                                    | „Zweigeschossige Häuserblockzeile mit acht Eingängen; zwei Blöcke verbunden durch Garagenbau; geschlossene Bebauung formend, mit traditionellen Stilelementen“ |
| 09304951 | Ze       | Glück-Auf-Weg05/7/9/11/13/15 (Lage)                                                        | Einzeldenkmal der Wismut-Siedlung (Sachgesamtheit, Obj. 09304769, Agricolastraße 4) | bh; oh;                                                                                    | „Dreigeschossiger Häuserblock mit sechs Eingängen; charakteristischer Bestandteil der Neubausiedlung der 1950er-Jahre“ |
| 09304952 | Ze       | Glück-Auf-Weg 17 (Lage)                                                                    | Einzeldenkmal der Wismut-Siedlung (Sachgesamtheit, Obj. 09304769, Agricolastraße 4) | bh; oh;                                                                                    | „Zweigeschossiges, freistehendes Wohnhaus in offener Bebauung“, errichtet 1955–1957 |
| 08957291 | Ze       | Kantstraße02 / Am Zeller Berg                                                              | Kirche (mit Ausstattung) sowie Kirchhof und Einfriedung mit Relieftafel | sh; sp; sb                                                                                 | Die evangelisch-lutherische Friedenskirche Aue-Zelle im Jugendstil wurde im Jahr 1914 eingeweiht. Sie enthält eine Kopie des historisch bedeutsamen Putzritzgemäldes aus dem 13. Jh. aus der Kirche vom Klösterlein Zelle. |
| 08957517 | Ze       | Kobaltplatz01/3/5 (Lage)                                                                   | Einzeldenkmal der Wismut-Siedlung (siehe auch Obj. 09304769, Agricolastraße 4) | bh; oh                                                                                     | Dreigeschossiger Häuserblock mit drei Eingängen aus den Jahren 1955–1957; charakteristischer Bestandteil der Wismutsiedlung mit traditionellen Stilmerkmalen |
| 08957551 | Ze       | Kobaltplatz07                                                                              | Einzeldenkmal der Wismut-Siedlung (siehe auch Obj. 09304769, Agricolastraße 4) | bh; oh                                                                                     | Dreigeschossiges, freistehendes Wohnhaus in offener Bebauung aus den Jahren 1955–1957; charakteristischer Bestandteil der Wismutsiedlung mit traditionellen Stilmerkmalen |
| 08957515 | Ze       | Kobaltplatz09/11 (Lage)                                                                    | Einzeldenkmal der Wismut-Siedlung (siehe auch Obj. 09304769, Agricolastraße 4) | bh; oh                                                                                     | Häuserblock (Mehrfamilienwohnhaus) mit zwei Eingängen aus den Jahren 1955–1957 |
| 08957516 | Ze       | Kobaltstraße01/2/3/4 (Lage)                                                                | Einzeldenkmal der Wismut-Siedlung (siehe auch Obj. 09304769, Agricolastraße 4) | bh; oh                                                                                     | Dreigeschossiger Häuserblock mit vier Eingängen und Vorgärten aus den Jahren 1955–1957 |
| 08957301 | Ze       | Lindenstraße 26/28/30/32                                                                   | Mietshäuser in geschlossener Bebauung mit Einfriedung; 1926 fertiggestellt, Name des Wohnensembles: 'Lindenhof' | oh; sh; bh                                                                                 | „Beispiel der barockisierenden Architektursprache mit expressionistischen Stileinflüssen“ |
| 08957312 | Ze       | Lößnitzer Straße01                                                                         | eh. Hotel Zur Eiche | oh; bh                                                                                     | Wohn- und Geschäftshaus (1900 errichtet) mit Inschrifttafel (1928 hinzugefügt); diente einige Jahre auch als Verkehrsamt der Stadt. Die Tafel verweist auf die Gründung des Erzgebirgsvereins im Jahr 1878 in diesem Gebäude. |
| 08957308 | Ze       | Lößnitzer Straße 25/27                                                                     | Einzeldenkmal der Wismut-Siedlung (siehe auch Obj. 09304769, Agricolastraße 4) | oh; bh                                                                                     | Dreigeschossiges Wohnhaus mit zwei Eingängen der Wohnsiedlung; zusammen mit Robert-Schumann-Straße 2 aus den Jahren 1955–1957 |
| 08957307 | Ze       | Lößnitzer Straße 29/31/33                                                                  | Einzeldenkmal der Wismut-Siedlung (siehe auch Obj. 09304769, Agricolastraße 4) | oh; bh                                                                                     | Dreigeschossiges Wohnhaus mit zwei Eingängen und frei stehendes Wohnhaus aus den Jahren 1955–1957 |
| 08957310 | Ze       | Prof.-Richard-Beck-Straße01                                                                | eh. Bergarbeiter-Poliklinik und Galvanoplastik, 1955/56 errichtet | oh; sh; op                                                                                 | „stattlicher Bestandteil einer Wismut-Siedlung im traditionellen Architekturstil“ |
| 08957530 | Ze       | Prof.-Richard-Beck-Straße03/3a                                                             | eh. Kinderhort der Wismut-Siedlung | bh; oh; sh                                                                                 | Das Gebäude mit traditionellen Stilelementen wurde um 1955 eröffnet. Es ist Bestandteil des Bauensembles einer Wismut-Siedlung. |
| 09304944 | Ze       | Robert-Koch-Straße 30                                                                      | Albert-Schweitzer-Schule; Gebäude aus dem Jahr 1954 | oh; se; ah                                                                                 | Das Schulgebäude in offener Bebauung (ohne Turnhallenanbau) ist ein stattlicher und zeittypisch gestalteter Bau. |
| 08957311 | Ze       | Robert-Koch-Straße 36                                                                      | eh. Medizinische Berufsschule „Pawlow“; Schulgebäude mit Wohnheimtrakt aus dem Jahr 1954 | bh; oh                                                                                     | „mehrfach abgewinkelter Baukörper in Ecklage, repräsentatives Zeugnis traditioneller Architekturauffassung der frühen DDR“ |
| 08957304 | Ze       | Robert-Schumann-Straße01/03                                                                | Einzeldenkmal der Wismut-Siedlung (siehe auch Obj. 09304769, Agricolastraße 4) | oh; bh                                                                                     | Viergeschossiges Wohn- und Geschäftshaus mit zwei Eingängen aus den Jahren 1955–1957 |
| 08957306 | Ze       | Robert-Schumann-Straße02/04                                                                | Einzeldenkmal der Wismut-Siedlung (siehe auch Obj. 09304769, Agricolastraße 4) | oh; bh                                                                                     | Viergeschossiges Wohn- und Geschäftshaus mit zwei Eingängen aus den Jahren 1955–1957 |
| 08957305 | Ze       | Robert-Schumann-Straße05 bis 13 (ungerade)                                                 | Einzeldenkmal der Wismut-Siedlung (siehe auch Obj. 09304769, Agricolastraße 4) | oh; bh                                                                                     | Häuserblock mit fünf Eingängen und seitlicher Durchfahrt aus den Jahren 1955–1957 |
| 08957531 | Ze       | Robert-Schumann-Straße06 bis 28 (gerade)                                                   | Einzeldenkmal der Wismut-Siedlung (siehe auch Obj. 09304769, Agricolastraße 4) | oh; bh                                                                                     | Zweigeschossiger Häuserblock mit elf Eingängen, die Segmente verbunden durch Garagen aus dem Jahr 1957 |
| 09304945 | Ze       | Robert-Schumann-Straße 15 bis 25 (ungerade)                                                | Einzeldenkmal der Wismut-Siedlung (siehe auch Obj. 09304769, Agricolastraße 4) | oh; bh                                                                                     | Dreigeschossiger Häuserblock mit sechs Eingängen, die Segmente verbunden durch Garagen aus dem Jahr 1957 |
| 09304946 | Ze       | Robert-Schumann-Weg01                                                                      | Einzeldenkmal der Wismut-Siedlung (siehe auch Obj. 09304769, Agricolastraße 4) | oh; bh                                                                                     | Dreigeschossiges Mehrfamilienwohnhaus (siehe auch Lößnitzer Straße 25–27) aus dem Jahr 1956 |
| 08957309 | Ze       | Robert-Schumann-Weg02                                                                      | Einzeldenkmal der Wismut-Siedlung (siehe auch Obj. 09304769, Agricolastraße 4) | oh; bh                                                                                     | Dreigeschossiges Mehrfamilienwohnhaus (siehe auch Lößnitzer Straße 25–27) aus dem Jahr 1956 |